# Эринг (Шлезвиг-Гольштейн)
Эринг (нем. Oering) — община в Германии, в земле Шлезвиг-Гольштейн.
Входит в состав района Зегеберг. Подчиняется управлению Ицштедт. Население составляет 1306 человек (на 31 декабря 2010 года). Занимает площадь 9,09 км².